# Mackencythere
Mackencythere is een geslacht van kreeftachtigen uit de klasse van de Ostracoda (mosselkreeftjes).

## Soorten
- Mackencythere robusta McKenzie, Reyment & Reyment, 1990
- Mackencythere venata (Brady, 1866) Malz & Ikeya, 1982